# Малая Роща
Ма́лая Ро́ща — посёлок в Целинском районе Ростовской области.
Входит в состав Новоцелинского сельского поселения.

## История
В 1987 году указом Президиума Верховного Совета РСФСР поселку пятого отделения Целинского зерносовхоза присвоено наименование Малая Роща.

## Население
| 2010 |
| ---- |
| 174  |

## Улицы
- ул. Береговая,
- ул. Лазурная,
- ул. Рыбная.